# El milagro del cante
Pour plus de détails, voir Fiche technique et Distribution.
El milagro del cante (litt. Le miracle du chant) est un film musical espagnol sorti en 1967, réalisé par José María Zabalza.

## Synopsis
Après une panne de bus qui fait découvrir à des étrangers le flamenco, le propriétaire d'une auberge la dédie au folklore pour les touristes, ce qui change l'avenir de la ville.

## Fiche technique
- Titre original espagnol : El milagro del cante
- Réalisation : José María Zabalza
- Scénario : José María Zabalza
- Musique : Fernando García Morcillo (es)
- Production : Maxper S.A.
- Photographie : Raúl Artigot (es)
- Format d'image : couleur
- Montage : Francisco García Velázquez[1]
- Durée : 103 min
- Pays de production :  Espagne
- Date de sortie : 
  - Espagne : 17 juillet 1967[3]

## Distribution
Sauf indication contraire, les informations mentionnées dans cette section peuvent être confirmées par la base de données cinématographiques IMDb,  présente dans la section « Liens externes ».
- El Príncipe Gitano (es) : Enrique
- Rafael Farina : Rafael
- Luis Sánchez Polack (es) : poète
- María Luisa San José (es) : Aurora
- Los Cuatro Vargas
- Kia Nielken : touriste autrichienne
- Antonio Escales : prêtre
- Antonio Giménez Escribano (es) : ambassadeur
- Rafael Hernández (es) : péquenaud
- Charito del Río
- Fabián Conde